# Ernest Schultz
Ernest Schulz (Dalhunden, 29 gennaio 1931 – Lione, 19 settembre 2013) è stato un calciatore francese, di ruolo attaccante.

## Carriera
Giocò nella massima divisione francese con Lione e Tolosa.